# Charles Mildé
Charles Ferdinand Gustave Adolphe Marie Mildé, né le 20 septembre 1851 à Paris, et mort le 22 mai 1931 dans cette même ville, est un ingénieur, inventeur, entrepreneur et homme politique français, spécialisé dans les appareils et véhicules électriques.

## Biographie
Né dans l'ancien 10e arrondissement de Paris le 20 septembre 1851, au 69 rue des Saints-Pères, il est le fils de Charles Ferdinand Mildé (décédé en 1887), horloger électricien, et d'Aglaé Avisse.
Il est engagé volontaire pendant la guerre de 1870.
En 1873, il fonde la maison Charles Mildé Fils & Cie qui établira ensuite son siège et ses locaux au 60 rue des Renaudes. La Maison Mildé dispose d'une organisation très complète d'institutions de prévoyance : caisse de secours contre la maladie et les accidents du travail, et caisse de retraites. Le personnel est intéressé dans la prospérité de l'entreprise par une participation de 10 % dans les bénéfices.
La société obtient lors de l'Exposition universelle de 1900 un Grand prix pour ses industries électriques et une médaille d'argent pour ses institutions de prévoyance.
Charles Mildé a inventé le téléphone à combiné Mildé,

Téléphone Mildé
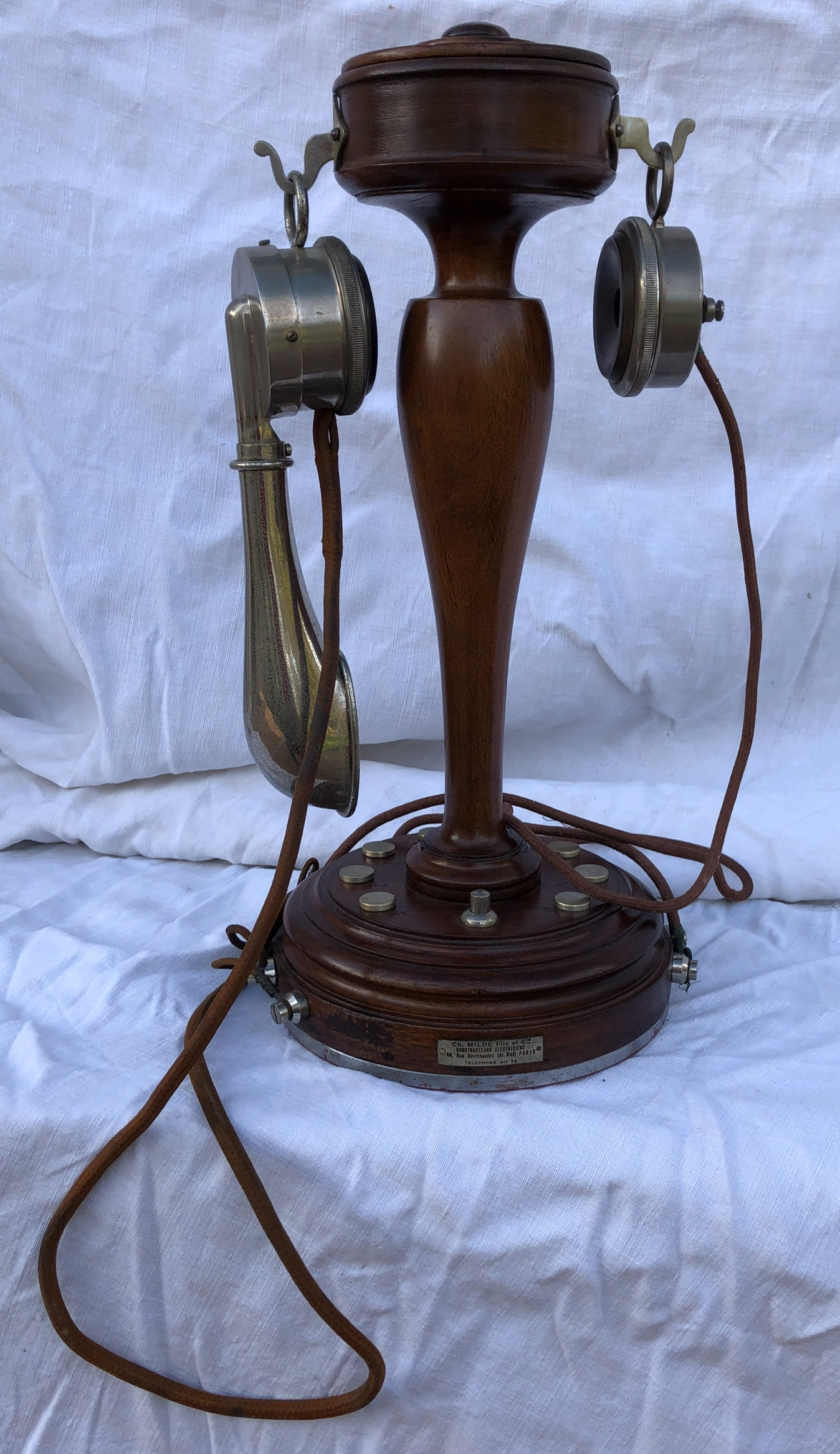
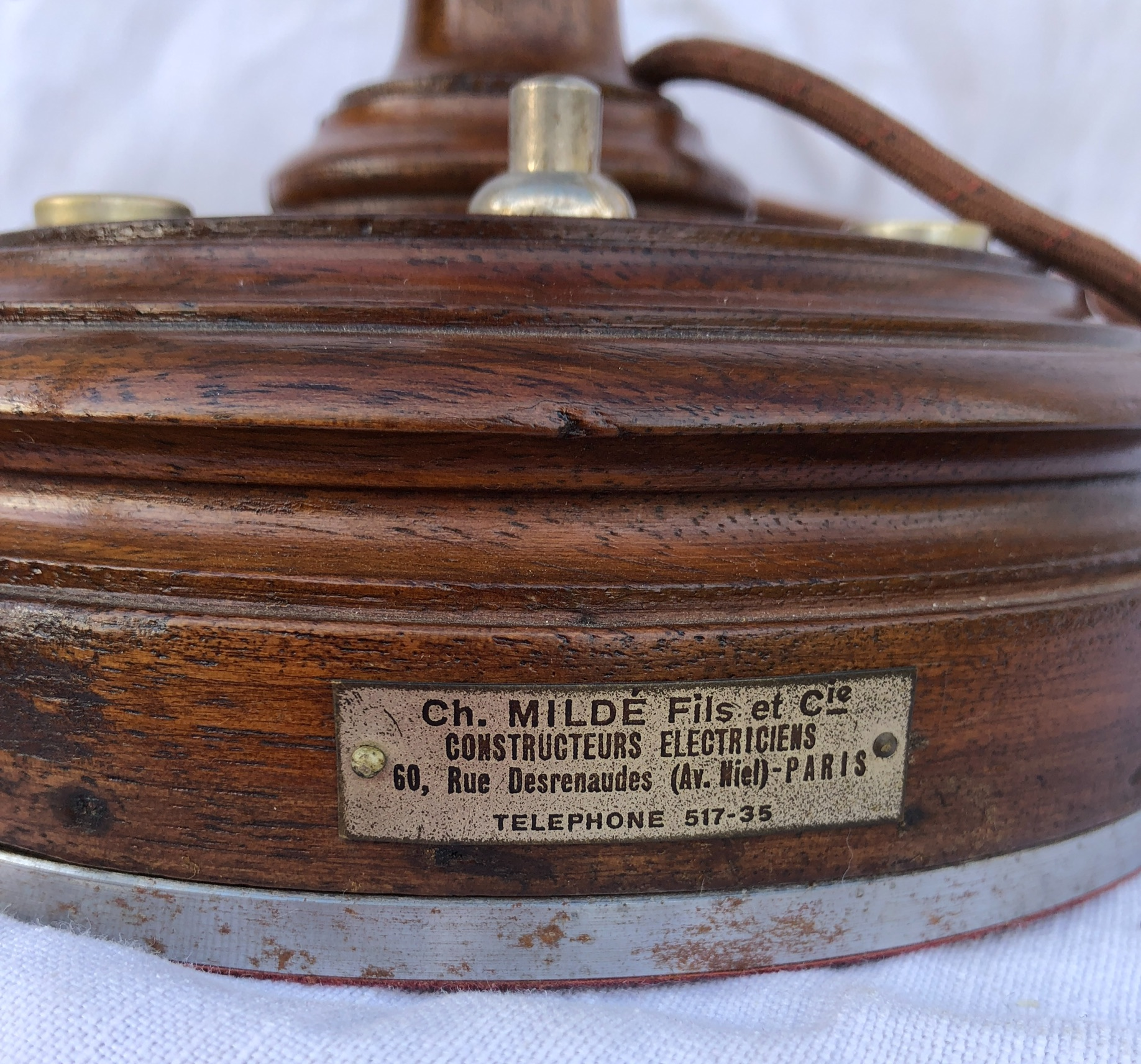

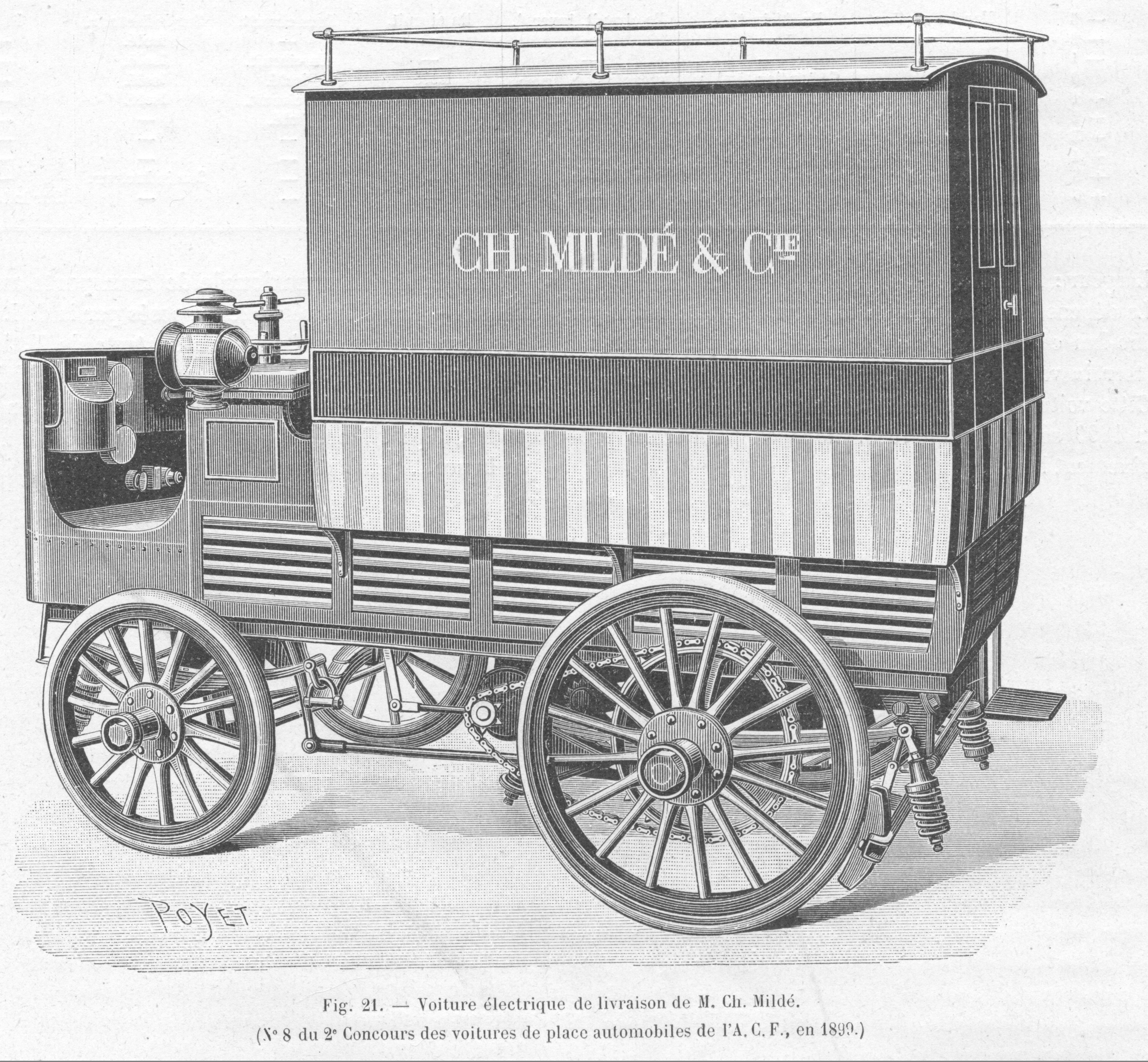
Véhicule électrique de livraison.

Il s'oriente ensuite vers l'automobile et crée en 1897 une entreprise spécialisée dans la construction de voitures électriques, la Société des automobiles Mildé & Cie
Il fonde en 1888 l'École industrielle d'apprentis électriciens.
Précédemment adjoint au maire, il devient maire du 17e arrondissement de Paris de 1919 à 1930, et également président du Conseil d'administration de l'École des arts et métiers.
Il épouse le 5 mai 1877 Alexandrine Joséphine Courtant à la mairie de Paris 7e. Veuf, il se remarie avec Joséphine Daumas. Il est le père d'une fille et de deux garçons, dont Charles Mildé (1882-1949), industriel et officier de la Légion d'honneur.
Il meurt le 22 mai 1931 en son domicile du 23 avenue Niel à Paris 17e. Ses obsèques ont lieu le mardi 26 mai 1931 en l'église Saint-Ferdinand-des-Ternes et il est inhumé au Cimetière de Passy.

## Hommages
Chevalier en 1894 puis officier en 1902, il est élevé au grade de commandeur de la Légion d'honneur par un décret du 30 avril 1926.
Un gymnase portant son nom lui rend hommage au 38 rue Georges Picquart à Paris 17e.